# Kasyapiya
Kāśyapīya (Sânscrito: काश्यपीय; pāli: Kassapiyā ou Kassapikā; chinês tradicional: 飲光部; pinyin: Yǐnguāng bú) foi uma das primeiras escolas budistas na Índia.

## Etimologia
Acredita-se que o nome Kāśyapīya seja derivado de Kāśyapa, um dos missionários originais enviados pelo rei Ashoka ao país Himavant. Os Kāśyapīyas também foram chamados de Haimavatas.

## História
Acredita-se que os Kāśyapīyas se tornaram uma escola independente, aproximadamente, em 190 aC. De acordo com o Theravadin Mahāvaṃsa, os Kāśyapīya eram uma ramificação da escola Sarvāstivāda. No entanto, de acordo com a conta Mahāsāṃghika, a seita Kāśyapīya descende dos Vibhajyavādins. Buswell e López também afirmam que a seita dos kāśyapīyas era uma ramificação da escola sarvāstivāda, mas foram agrupados sob o termo "vibhajyavāda", este empregado enquanto uma designação ampla para vertentes não-sarvastivada do sthavira nikaya que também incluiu a seita Mahisasaka.
Xuanzang e Yijing observam pequenos fragmentos da seita Kāśyapīya ainda existente ao redor do século VII, sugerindo que grande parte da seita pode ter adotado os ensinamentos de Mahāyāna por este tempo.
No século VII d.C., Yijing agrupou os mahīśāsakas, dharmaguptakas e kāśyapīyas juntos como sub-seitas da escola Sarvāstivāda, e declarou que esses três grupos não eram prevalentes nas "cinco partes da Índia", mas estavam localizados em algumas partes de Oḍḍiyāna, Khotan e Kucha.

## Doutrinas
Na história do Vasumitra Samayabhedoparacanacakra, os haimavatas (seita de Kāśyapīya) são descritos como uma escola eclética que sustenta doutrinas dos sthaviras e dos mahāsāghghas.
De acordo com o comentário do Kathāvatthu, os kāśyapīyas acreditavam que algumas coisas do passado existem no presente de alguma forma quando o efeito delas ainda não amadureceu, quando o efeito está amadurecido elas não existem, assim como algumas coisas do futuro que existem no presente de alguma forma e outras não.
De acordo com AK Warder, a escola de Kāśyapīya possuía a doutrina de que os arhats eram falíveis e imperfeitos, semelhante à visão dos sarvāstivādins e das várias seitas mahāsāṃghikas. Eles consideraram que os arhats não eliminaram completamente os desejos, que sua "perfeição" está incompleta e que é possível que eles recaiam.

## Obras
Alguns atribuem o Dharmapada Gāndhārī à escola Kāśyapīya. Uma tradução incompleta do Saṃyukta Āgama (T. 100), que está no cânone budista chinês, acredita-se que pertence a seita Kāśyapīya. Este texto é diferente da versão completa do Saṃyukta Āgama (T. 99), que veio da seita Sarvāstivāda.